# Цветко Рудић
Цветко Рудић (Расово или Ресник, 17. септембар 1923. — Србија и Црна Гора, 2005) је био један од првих устаника бјелопољског среза. Члан КПЈ од 1941. године. Уочи крсне славе своје породице Сабора Светога Архангела Михаила (21. новембра), са својим ратним друговима Вешом Пешићем и Милојем Луковићем кренуо је у рат. Борац је Првог ударног батаљона Бјелопољског НОП одреда до јуна 1942. године. Од 3. августа 1942. године до краја рата био је: борац, десетар, командир вода, замјеник политичког комесара чете, замјеник политичког комесара Четвртог батаљона Треће пролетерске санџачке бригаде и шеф пропагандног одјсека те бригаде. Након рата завршио је Војну Академију и предавао на истој. Имао је чин пуковника и радио је на разним дужностима у ЈНА: као командант пешадијских пукова у Пљевљима, Колашину, Мостару и Титограду. Од 1968. био је командант Гардијске дивизије у Београду. Носилац је и Партизанске споменице 1941. и великог броја мирнодопских одликовања. Пензионисан је у чину пуковника. Умро је у Београду 2005. гдје је и сахрањен.